# Rue du Mont-Dore
La rue du Mont-Dore est une voie du 17e arrondissement de Paris, en France.

## Situation et accès

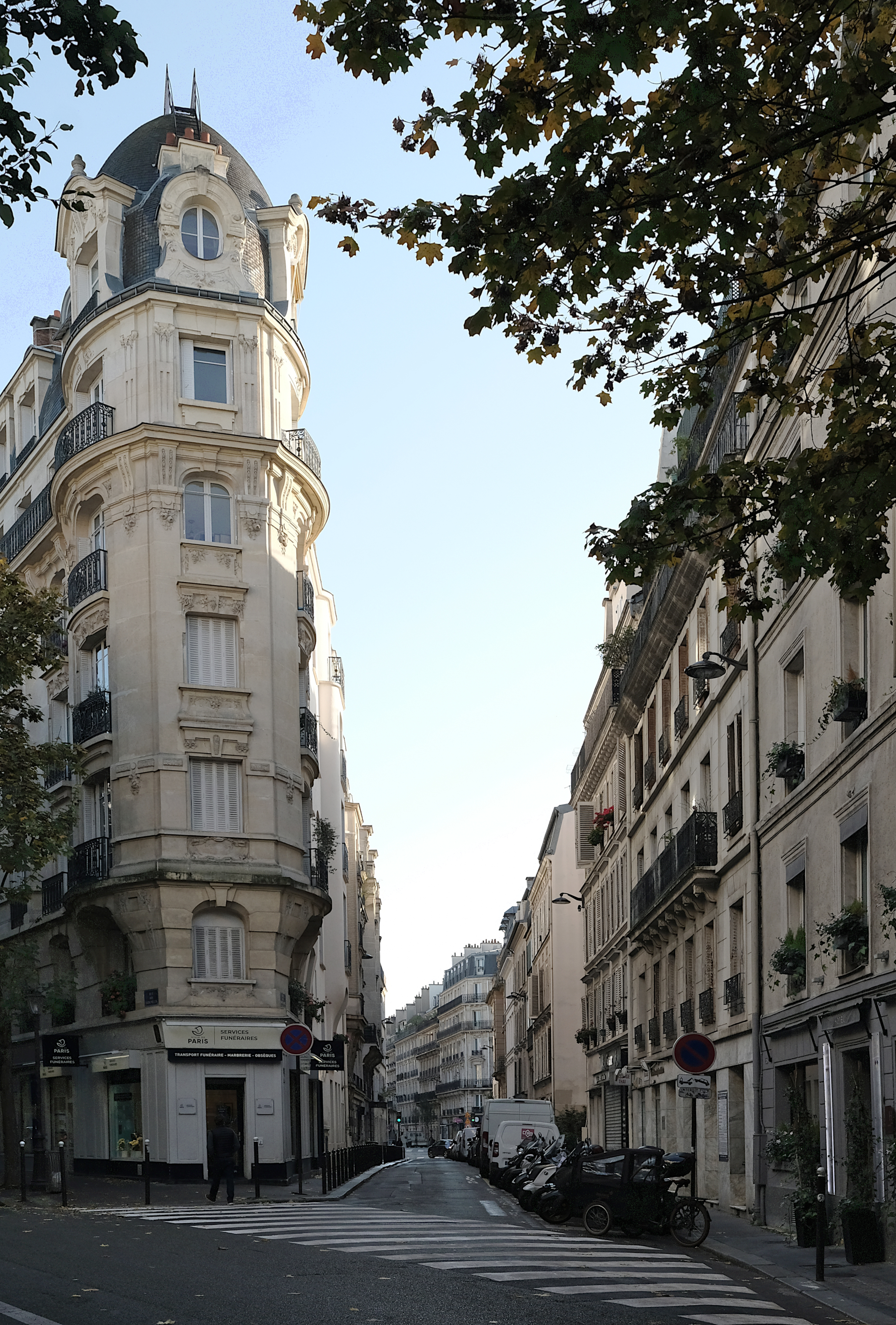
Le rue vue depuis la rue des Batignolles.

La rue du Mont-Dore est une voie située dans le 17e arrondissement de Paris. Elle débute au 38-42, boulevard des Batignolles et se termine au 9, rue des Batignolles.

## Origine du nom
Elle tire son nom du Mont-Dore, commune du Puy-de-Dôme.

## Historique
Ouverte en 1840, cette ancienne voie de la commune des Batignolles s'est appelée « rue des Batignollaises » avant de recevoir par arrêté du 1er février 1877 son nom actuel.